# Gondivarihalli, Chintamani
Gondivarihalli là một làng thuộc tehsil Chintamani, huyện Kolar, bang Karnataka, Ấn Độ.